# Mycetoporus dispersus
Mycetoporus dispersus är en skalbaggsart som beskrevs av Schülke och Kocian 2000. Mycetoporus dispersus ingår i släktet Mycetoporus, och familjen kortvingar. Arten är reproducerande i Sverige.